# Andra jagarflottiljen
Andra jagarflottiljen (2. jaflj) eller 2. jagarflottiljen var ett ytstridsstridsförband inom svenska marinen som verkade i olika former åren 1958–1976. Förbandsledningen var förlagd i Berga örlogsbas i Haninge garnison vid Hårsfjärden.

## Historik
Andra jagarflottiljen sattes upp 1958 som ett krigsförband inom Kustflottan. Jagarflottiljen var ett fartygsförband och utformades med erfarenheterna från kryssareskadern som grund. Marinens alltmer ansträngda ekonomi medgav inte att kryssarna kunde bibehållas efter 1950-talet. I stället prövades om landskapsjagare typ Halland bestyckade med sjömålsrobot till del kunde överta kryssarnas uppgift. Jagarflottiljen skulle bestå av tre-fyra landskapsjagare och sex torpedbåtar. Flottiljerna skulle utgöra Kustflottans operativa anfallsförband och ersätta de tidigare eskadrarna som huvudstridsförband.
Efter avbeställningen 1958 av två nya landskapsjagare typ Halland, så kom två landskapsjagare typ Hallandsklass och fyra landskapsjagare typ Östergötland tillsammans med tolv torpedbåtar typ Plejad att utgöra bas för två jagarflottiljer.
Med början 1956 utprovades den nya flottiljtaktiken. Under 1950 och 60-talen moderniserades successivt landskapsjagarna med förbättrade sensorer och vapensystem. Nya förbättrade yt- och luftspaningsradaranläggningar ersatte äldre, och radarsignalspaningsmateriel infördes.
Luftvärnsrobot 07 och sjömålsroboten 08 blev operativ under andra halvan av 60-talet. Till artilleripjäser av alla kalibrar infördes ammunition med så kallad zonrörsfunktion, med förbättrad verkan mot luftmål. Slutligen infördes trådstyrda torpeder av ny typ.
Som ersättning för befintliga torpedbåtar typ Plejadklass projekterades och levererades 1966-68 den så kallad Spica klassens torpedbåtar dimensionerade för operationer i NBC-kontaminerad stridsmiljö. Marinens ansträngda ekonomi begränsade dock serien till sex enheter.
I början av 1970-talet blev frågan om ersättning av Plejadklassen torpedbåtar akut. Vid Karlskronavarvet projekterades på grundval av den tidigare Spica klassens den så kallad Norrköping klassens (Soica II) torpedbåtar, vilka levererades i 12 exemplar åren 1972-1976. 
Till följd av försvarsbesluten 1958, 1968 och 1972 upphörde helt möjligheten att ersätta jagarna, antingen med nya jagare, fregatter eller korvetter. Detta medförde att jagarflottiljerna under 1970-talet utgick av åldersskäl. Till följd av försvarsbesluten avvecklades såväl grundutbildnings- som krigsförbandet. 
Inför försvarsbeslutet 1972 föreslog regeringen att Ytattackförbandens slagkraftigaste enheter — jagare och fregatter, samt alla kvarvarande motortorpedbåtar skulle utgå under 1970-talet och i början av 1980-talet. Istället skulle en handlingsfrihet skapas genom att ersätta jagarna med flottiljledarfartyg. Med utrangeringen av jagare skulle jagarflottiljerna organiseras till ytattackflottiljer. Till följd av försvarsbesluten avvecklades såväl grundutbildnings- som krigsförbandet. Andra jagarflottiljen utgick tillsammans med Första jagarflottiljen ur grundorganisationen den 31 december 1976. Och den 31 december 1982 upplöstes de båda helt, då de utgick ur krigsorganisationen. Som en efterföljare till de två jagarflottiljerna bildades den 1 januari 1977 Första ytattackflottiljen i Berga och den 1 januari 1983 Fjärde ytattackflottiljen i Karlskrona.

## Verksamhet
Flottiljstaben bestod av flottiljchef, flottiljadjutanter, flottiljingenjör. Staben var i krig till del sjögående på HMS Småland, och till viss del landbaserad i anslutning till Marinkommando/Örlogsbas. Andra jagarflottiljen var i krigsorganisationen baserad vid Södertörnsbasen (SörB), Ostkustens örlogsbas (ÖrlB O) som del i Kustflottan. Jagarlottiljen kunde lösa följande marina företagstyper (sjömilitära uppgifter):

- Anfallsföretag
- Ubåtsjaktföretag
- Mineringsföretag
- Eskortföretag
- Spaningsföretag

## Ingående enheter

### Grundorganisationen
Förbandet grundutbildades vid 1. jagarflotiljen. Förbanden bemannades av värnpliktig personal från hela Sverige, men med koncentration till Mälardalen och Sydsverige.

### Krigsorganisationen

#### 1958-1976
- Chefen 2. jagarflottiljen med stab: HMS Småland (J19)
  - 12. jagardivisionen: HMS Småland (J19), HMS Östergötland (J20), HMS Södermanland (J21)
  - 12. torpedbåtsdivisionen: HMS Aldebaran (T107), HMS Altair (T108), HMS Antares (T109), HMS Arcturus (T110), HMS Argo (T111), HMS Astrea (T112)

#### 1976-1982
- Chefen 2. jagarflottiljen med stab: HMS Småland (J19)
  - 12. jagardivisionen: HMS Småland (J19), HMS Östergötland (J20), HMS Södermanland (J21)
  - 12. torpedbåtsdivisionen: HMS Umeå (T137), HMS Piteå (T138), HMS Luleå (T139), HMS Halmstad (T140), HMS Strömstad (T141), HMS Ystad (T142)

## Materiel vid förbandet
Huvudstridsmedel var tung (53 cm) torped, medelsvårt (12 cm) och lätt (40 och 57 mm) allmålsartilleri, antiubåtsraketer och anitubåtsgranater, sjunkbomber samt minor. Efter 1963 Luftvärnsrobot 07 och från 1967 sjömålsroboten 08.

## Förbandschefer
I krigsorganisationen. Normalt var kustflottans flaggkapten krigsplacerad som chef för den ena jagarflottiljen. Kustflottans flaggkaptener 1958–1982:

- 1956–1959: Kommendör Åke Lindemalm
- 1959–1964: Kommendör Magnus Starck
- 1964–1966: Kommendör Nils-Erik Ödman
- 1966–1971: Kommendör Alf Berggren
- 1971–1973: Kommendör Göthe Blom
- 1973–1973: Kommendörkapten Sigurd Håkansson
- 1973–1978: Kommendör Åke Johnsson
- 1978–1980: Kommendör Lennart Forsman
- 1978–1982: Kommendör Lennart Grenstad

## Namn, beteckning och förläggningsort
| 2. jagarflottiljen (F) | 1958-??-?? | – | 1976-12-31 |
| 2. jagarflottiljen (K) | 1958-??-?? | – | 1982-12-31 |

| 2. jaflj (F) | 1958-??-?? | – | 1976-12-31 |
| 2. jaflj (K) | 1958-??-?? | – | 1982-12-31 |

| Berga örlogsbas | 1958-??-?? | – | 1982-12-31 |

## Galleri

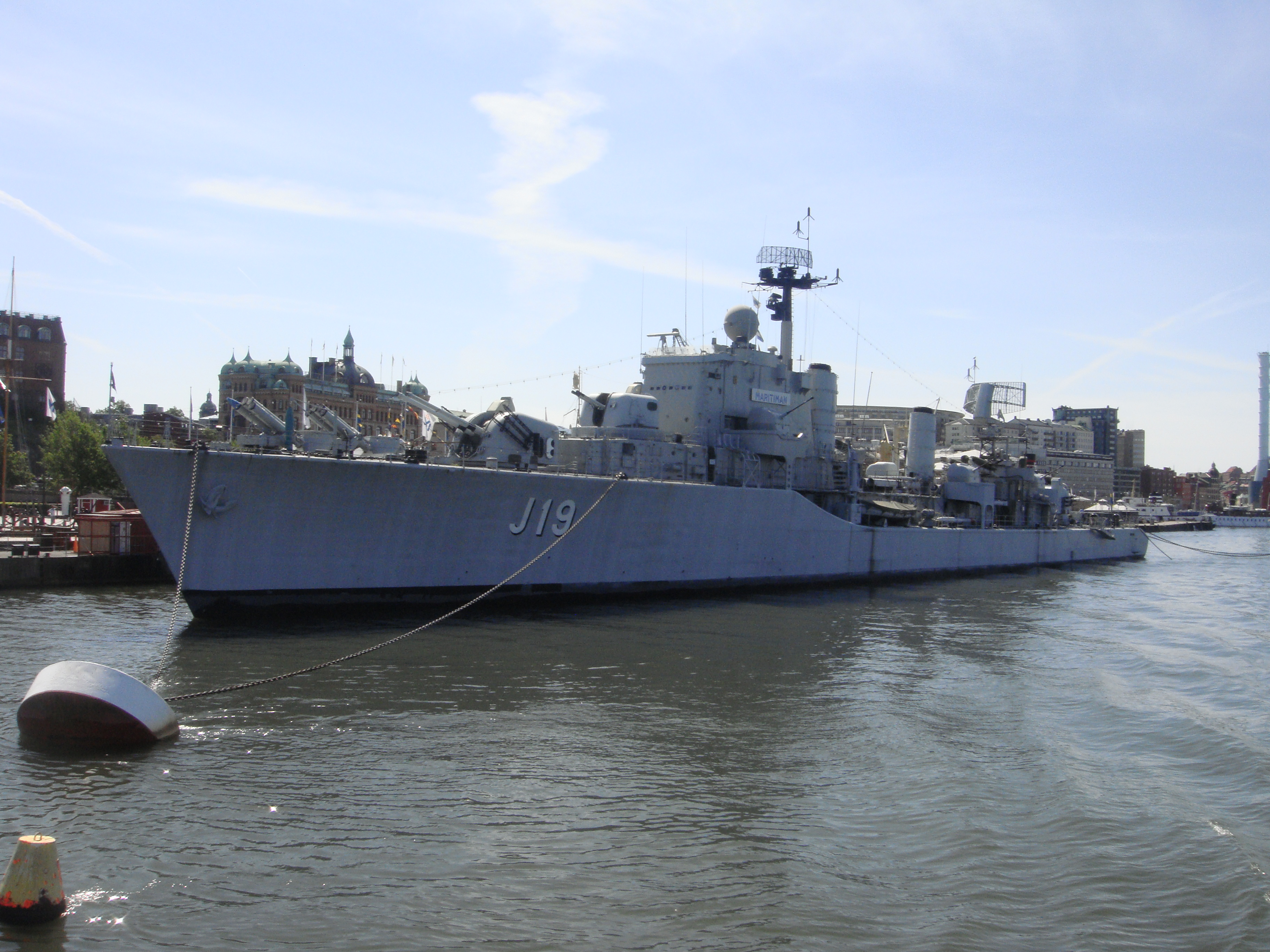
Jagaren HMS Småland (J19).
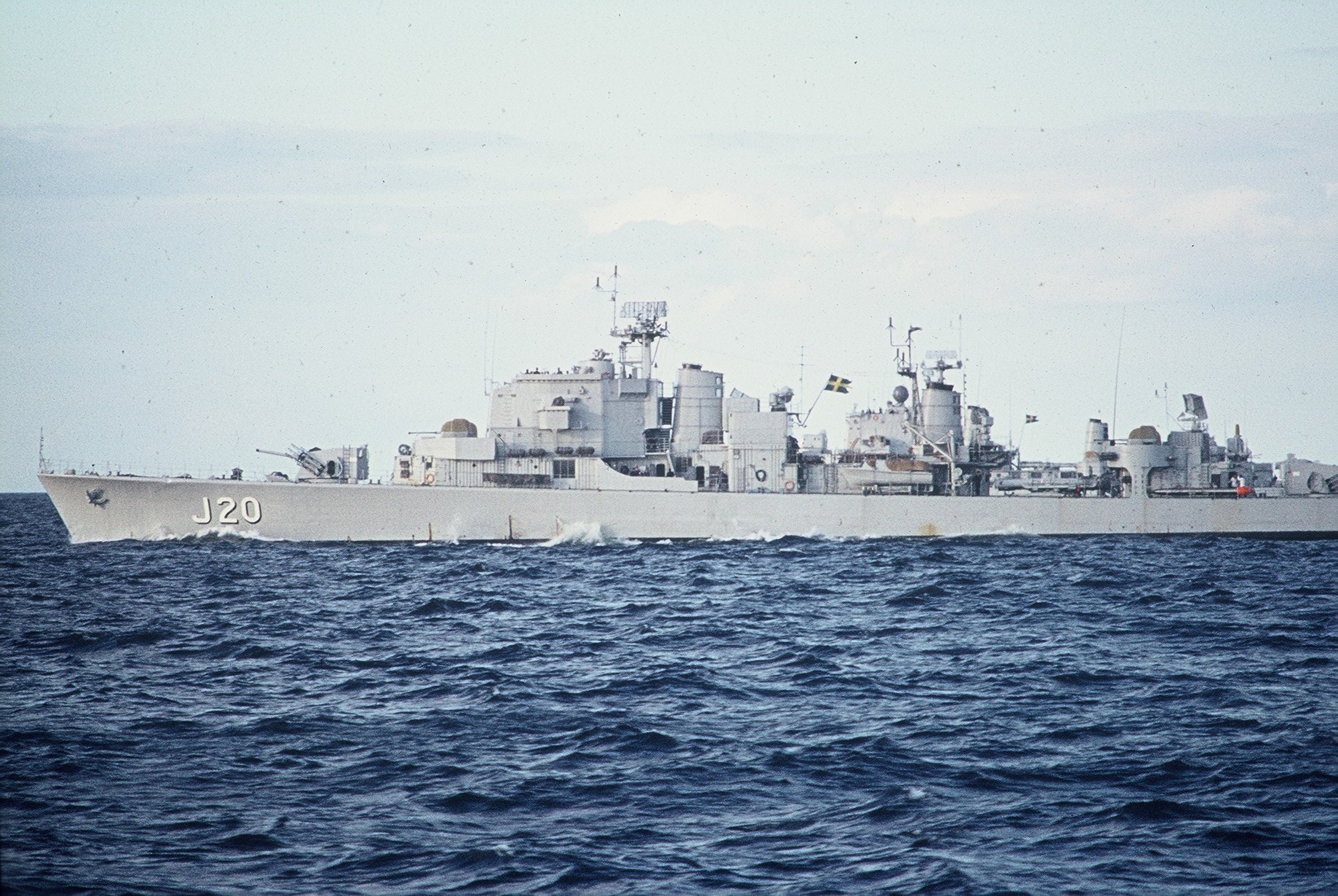
Jagaren HMS Östergötland (J20).
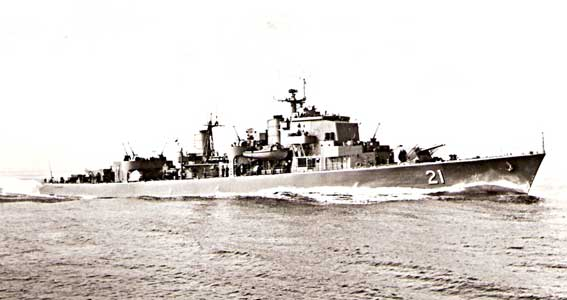
Jagaren HMS Södermanland (J21)
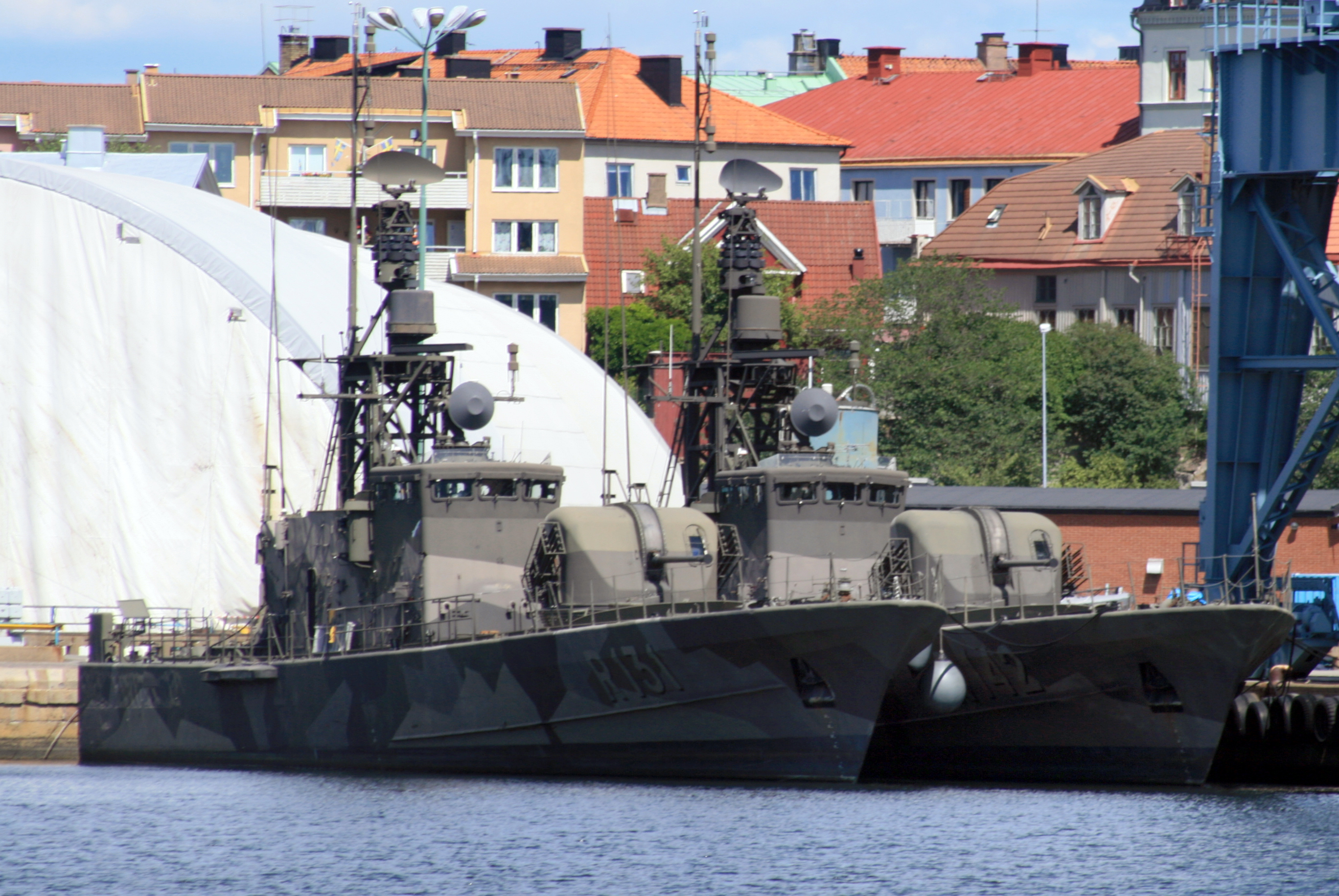
Torpedbåtarna HMS Norrköping (T131) och HMS Ystad (T142)